# Ендрю Бірнз
Ендрю Бірнз  (англ. Andrew Byrnes, 22 травня 1983) — канадський веслувальник, олімпійський чемпіон.

## Виступи на Олімпіадах
| Олімпіада   | Дисципліна                     | Місце |
| ----------- | ------------------------------ | ----- |
| Пекін 2008  | вісімка розстібна зі стерновим | 1     |
| Лондон 2012 | вісімка розстібна зі стерновим | 2     |